# شهر کربن صفر
شهر کربن صفر هدف برنامه‌ریزان شهری است  که می‌توان آن را به شکل‌های مختلفی تعریف کرد. در مفهوم محدودتر تولید و استفاده از انرژی، شهری با کربن صفرT شهری است که به همان میزان یا بیشتر که انرژی پایدار بدون کربن استفاده می‌کند، تولید کند.
در مفهوم گسترده‌تر با رویکرد مدیریت انتشار گازهای گلخانه‌ای، شهری با کربن صفر شهری است که ردپای کربن خود را با استفاده از منابع انرژی تجدیدپذیر به حداقل (ایده‌آل صفر یا منفی) کاهش می‌دهد. کاهش انتشار کربن از طریق طراحی شهری کارآمد، استفاده از فناوری و تغییر سبک زندگی و تعادل انتشار گازهای گلخانه‌ای باقیمانده از طریق ترسیب کربن تحقق می‌یابد.
 

از آنجایی که زنجیره تأمین یک شهر بسیار فراتر از مرزهای آن امتداد دارد، مؤسسه زیست‌محیطی‌های میدوز (High Meadows) از دانشگاه پرینستون، استفاده از یک تعریف فرامرزی از شهر با کربن خالص صفر را پیشنهاد می‌کند که «شهری است که زیرساخت کربن خالص صفر و سیستم‌های تامین غذا دارد».

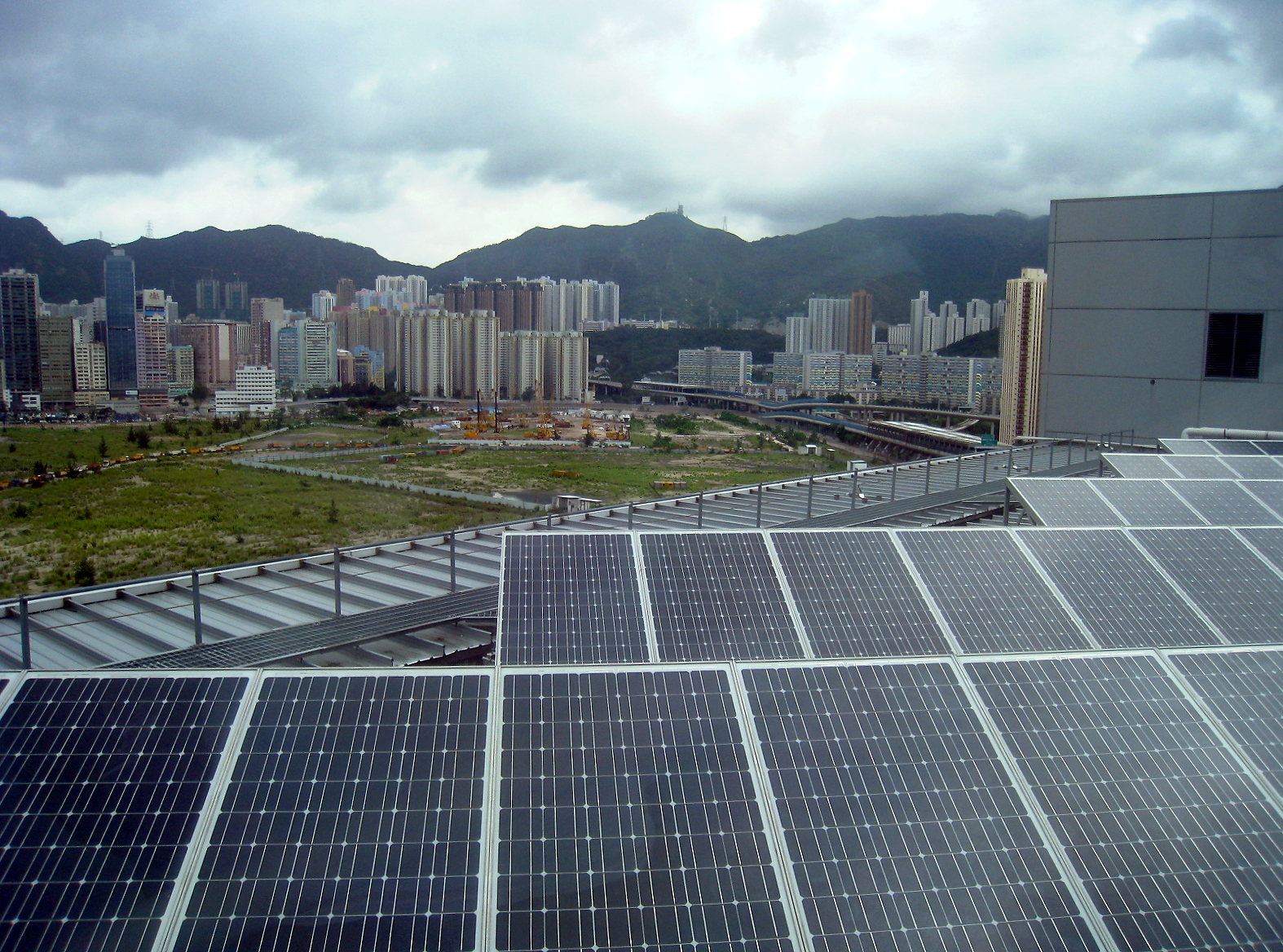
آرایه سیستم فتوولتائیک خورشیدی روی یک پشت بام در هنگ کنگ

در اکثر شهرها در سراسر جهان از زغال‌سنگ، نفت یا گاز به عنوان منبع اصلی انرژی استفاده می‌شود و در نتیجه دی‌اکسید کربن را در جو آزاد می‌کنند که یک گاز گلخانه‌ای کلیدی است؛ بنابراین توسعه شهرها ارتباط تنگاتنگی با علل و تأثیرات تغییرات آب و هوایی دارد. تا سال ۲۰۱۹ شهرها دو سوم کل انرژی را مصرف می‌کرده‌اند و ۷۰ درصد از انتشار گازهای گلخانه ای مرتبط با انرژی را تولید می‌کنند.
در حال حاضر بیش از ۵۰ درصد از مردم جهان در شهرها زندگی می‌کنند؛ نسبتی که پیش‌بینی می‌شود تا سال ۲۰۵۰ به ۷۰ درصد و تا سال ۲۰۸۰ تقریباً ۸۰ درصد افزایش یابد.
توسعه شهری با تمرکز بر کاهش کربن، به عنوان یک روند اجتناب ناپذیر برای شهرسازی پایدار دیده می‌شود. اهداف اساسی شامل اجتناب از آسیب به سیاره زمین و مقابله با تأثیرات تغییرات آب و هوایی است. تا سال ۲۰۲۲ بیش از ۱۰۰۰ شهر در سرتاسر جهان به عنوان بخشی از کمپین مسابقه شهرها به سمت صفر(Cities Race to Zero)، بخشی از یک کمپین بزرگتر سازمان ملل متحد با نام Race to Zero، اقداماتی را در واکنش به تغییرات آب و هوایی انجام داده‌اند. در میان آنها ۲۵ ابرشهر از جمله ریودوژانیرو، نیویورک، پاریس، اسلو، مکزیکو‌سیتی، ملبورن، لندن، میلان، کیپ تاون، بوئنوس آیرس، کاراکاس، کپنهاگ، ونکوور و هنگ کنگ وجود دارد. در ایالات متحده، بیش از ۱۰۰ شهر متعهد شده‌اند که کربن صفر شوند.
یک شهر توسعه یافته مدرن که تلاش می‌کند به وضعیت کربن خالص صفر دست یابد، نیاز به ارزیابی هفت سیستم تأمین کلیدی در حوزه انرژی، حمل و نقل، ارتباطات، مواد غذایی، مصالح ساختمانی، آب، زیرساخت سبز و مدیریت زباله دارد. استراتژی‌های رسیدن به صفر خالص، شامل توسعه منابع انرژی تجدیدپذیر، کاهش مصرف انرژی و منابع از طریق طراحی بهتر شهری و تغییر سبک زندگی، کاهش ضایعات، و ایجاد فضاهای سبز و مخازن کربن برای حذف کربن از جو است. رویکردهای برنامه‌ریزی شهری پایدار شهرهای بدون کربن به‌طور فزاینده‌ای بر استفاده از منابع غذایی، انرژی و منابع تجدیدپذیر محلی تأکید دارند.
برخی از برنامه‌ریزان شهری به جای استفاده و تطبیق شهرهای موجود، شهرهای بدون کربن را از ابتدا و نقطه صفر طراحی کرده‌اند. این امر به برنامه‌ریزان شهری امکان کنترل بیشتری بر تمام جنبه‌های طراحی شهر می‌دهد و این که چگونه هر شهر می‌تواند به عدم انتشار کربن کمک کند.
چنین طراحی ای، شهر را قادر می‌سازد که از صرفه جویی در مقیاس بزرگ و از گزینه‌های بیشتر در ساخت و ساز که ممکن است در شهری با ساختارهای موجود امکان‌پذیر نباشد، بهره‌مند شود. چنین شهرهایی با کربن صفر شرایط زندگی و توسعه اقتصادی بهینه را حفظ می‌کنند و در عین حال اثرات زیست‌محیطی را حذف می‌کنند.

## اصول راهنما
صفر خالص یک مفهوم علمی است که می‌توان آن را بر اساس اهداف قابل اندازه‌گیری تعریف کرد. این می‌تواند چارچوب مرجعی برای درک و ارزیابی تأثیر اقدامات برای رسیدگی به تغییرات آب و هوا فراهم کند. استفاده از مفهوم صفر خالص به عنوان چارچوبی برای اقدامات اقلیمی، باید به عنوان بخشی از فعالیت‌های جاری سیستم‌های اجتماعی، سیاسی و اقتصادی و عملیاتی، اندازه‌گیری و پایش شود.
بازه زمانی مورد نیاز یک عامل اساسی است که باعث تعیین فوریت اقدامات برای صفر خالص می‌شود. از سال ۲۰۲۱، تأثیر انتشار کربن بر گرمایش سطح سیاره یکنواخت، تقریباً خطی و بلند مدت است؛ بنابراین، تلاش برای دستیابی به صفر خالص باید برنامه‌های بلندمدتی باشد که در چندین دهه حفظ و حمایت شود. هدف صفر خالص، دستیابی به حالت تعادلی است که بتوان آن را طی چندین دهه تا قرن‌ها حفظ کرد.
دانشمندان می‌توانند تغییرات در حال اتفاق در جو کره زمین را اندازه‌گیری کنند و بودجه مورد نیاز برای کربن را تخمین بزنند، اما شناسایی و عملیاتی کردن مداخلات بایستی در سطوح مختلف در سراسر جهان رخ دهد. به عنوان یک چارچوب مرجع برای تصمیم‌ گیرندگان، تأثیر این موضوع در سطح جهانی باید به اهداف قابل تعریف برای نهادها در سطوح ملی، زیرملی، شرکتی، سازمانی و فردی تبدیل شود.
در عمل، تعیین اهداف خالص صفر به صورت خودتنظیمی و داوطلبانه بوده‌است. حقوق، اهدافی را تعیین می‌کنند تا به آن‌ها دست یابند. برخی از آنها در کمپین‌ها و ابتکارات داوطلبانه مانند توافق پاریس، کمپین مسابقه تا صفر سازمان ملل، رقابت شهرها تا صفر، انجمن مالکان دارایی‌های خالص صفر و ابتکار اهداف مبتنی بر علم از جمله این اقدامات است. ارزیابی‌های منظم پیشرفت از جمله ارزیابی‌های ابتکارات جهانی مستقل مانند CDP و ابتکار مسیر انتقال (TPI)، نوعی بازخورد را ارائه می‌دهد. تا سال ۲۰۲۲ بیش از ۱۰۰۰ شهر، شامل ۲۵ کلان شهر در سراسر جهان و ۱۰۰ شهر در ایالات متحده، بخشی از پویش Cities Race to Zero هستند.
در حالی که تعیین اهداف، یک امر کلیدی است، اما اهداف باید از طریق مکانیسم‌های مؤثر برای حکمرانی، نظارت، پاسخگویی و گزارش‌دهی پایش و پیگیری شود. اهداف بلندمدت باید به اقدامات عملی کوتاه‌مدت، با برنامه‌ها و روش‌های دقیق برای ایجاد خطوط پایه، اندازه‌گیری نتایج و ارزیابی اثرات تبدیل شوند. از بسیاری جهات، شهرها برای رسیدگی مؤثر به مسائل آب و هوایی در موقعیت حساسی قرار دارند: آنها به اندازه کافی بزرگ هستند که از صرفه جویی در مقیاس بهره ببرند و به اندازه کافی به مشکلات واقعی نزدیک هستند تا بر توسعه استراتژی‌های واقعی قابل اجرا تمرکز کنند. با افزایش تقاضا، انگیزه قوی برای رسیدگی به مسائل و یافتن و به اشتراک گذاری راه حل‌ها ایجاد می‌شود.
هفت رویکرد از کربن صفر خالص برای استفاده موفقیت‌آمیز از آن به عنوان چارچوبی برای اقدام آب و هوایی بسیار مهم است. این رویکردها با توسعه شهرهای صفر خالص مرتبط هستند.
- زودتر بهتر است. اقدامات اقلیمی پیشرو، همراه با برنامه‌ریزی بلندمدت طی سال‌ها یا دهه‌ها، مقرون به صرفه‌ترین راه برای دستیابی به اهداف دما و همچنین انعطاف پذیرترین راه در مواجهه با اطلاعات جدید است.
- جامع باشید. با رسیدن سطح کربن به نقاط اوج بحرانی، برنامه‌هایی که به جای کاهش جزئی انتشار گازهای گلخانه‌ای به‌طور جامع مقابله می‌کنند، ضروری می‌شوند. نواحی مشکل دار که درمان آن‌ها سخت‌تر است باید در کنار موارد ساده‌تر مورد توجه قرار گیرند.
- مراقب اتکای بیش از حد به استراتژی‌های حذف کربن در مراحل اولیه باشید. این‌ها هنوز به خوبی شناخته و درک نشده‌اند و ممکن است نگرش «تجارت مانند همیشه» را نسبت به تغییرات آب و هوایی پررنگ کند.
- ارزیابی مجدد و بهبود سیستم‌ها برای جبران کربن. چنین سیستم‌هایی از نظر قابلیت‌های علمی و فنی مورد تردید قرار گرفته‌اند. یکپارچگی محیطی؛ ساختارهای نظارت، گزارش و راستی آزمایی؛ و اثرات اجتماعی و زیست‌محیطی.
- به‌کارگیری اصول توسعه پایدار. دستیابی به صفر خالص در سطح جهانی مستلزم اجرای گذارهای عادلانه و عادلانه است که اهداف اجتماعی، اقتصادی و زیست‌محیطی را در مناطقی با شرایط بسیار متفاوت متعادل می‌کند.
- بر استراتژی‌های گسترده برای پایداری تمرکز کنید. شهرها به‌طور بالقوه می‌توانند چندین مشکل را به‌طور همزمان، از طریق راه حل‌هایی که مبتنی بر طبیعت، مبتنی بر تنوع زیستی و رهبری مردم هستند، حل کنند. توجه به این نکته مهم است که والدین دارای فرزندان کوچک، فقرا، سالمندان و معلولان ممکن است شهر را متفاوت از آن‌هایی که ثروتمند هستند و راحت تر جابه‌جا می‌شوند، تجربه کنند.
- فرصت‌ها را ببینید. راه‌حل‌ها و نوآوری‌های صفر خالص جدید منجر به تغییرات اقتصادی می‌شود که شامل فرصت‌هایی برای سرمایه‌گذاری، تجدید و رشد می‌شود.[۱۹]

شباهت‌های زیادی بین شهرهای بدون کربن و شهرهای اکو وجود دارد. بحث‌های مربوط به اکوشهرها به‌طور گسترده‌تری بر روی مسائل اجتماعی و زیست‌محیطی با تأکید کمتر بر نظارت بر کربن و ضرورت رسیدن به تعادل انرژی خالص متمرکز می‌شوند. بسیاری از اصول پیشنهادی برای توسعه شهرهای زیست‌محیطی نیز با شهرهای صفر خالص مرتبط هستند، از جمله تجدید نظر در اولویت‌های کاربری زمین برای ایجاد جوامع با کاربری مختلط پایدار؛ تجدید نظر در اولویت‌های حمل و نقل به نفع حمل و نقل پیاده، دوچرخه، گاری و حمل و نقل عمومی به جای خودرو؛ افزایش آگاهی زیست‌محیطی؛ حمایت از کشاورزی محلی و باغ‌های محلی و ترویج بازیافت و حفظ منابع.

## زیرساخت‌های شهری

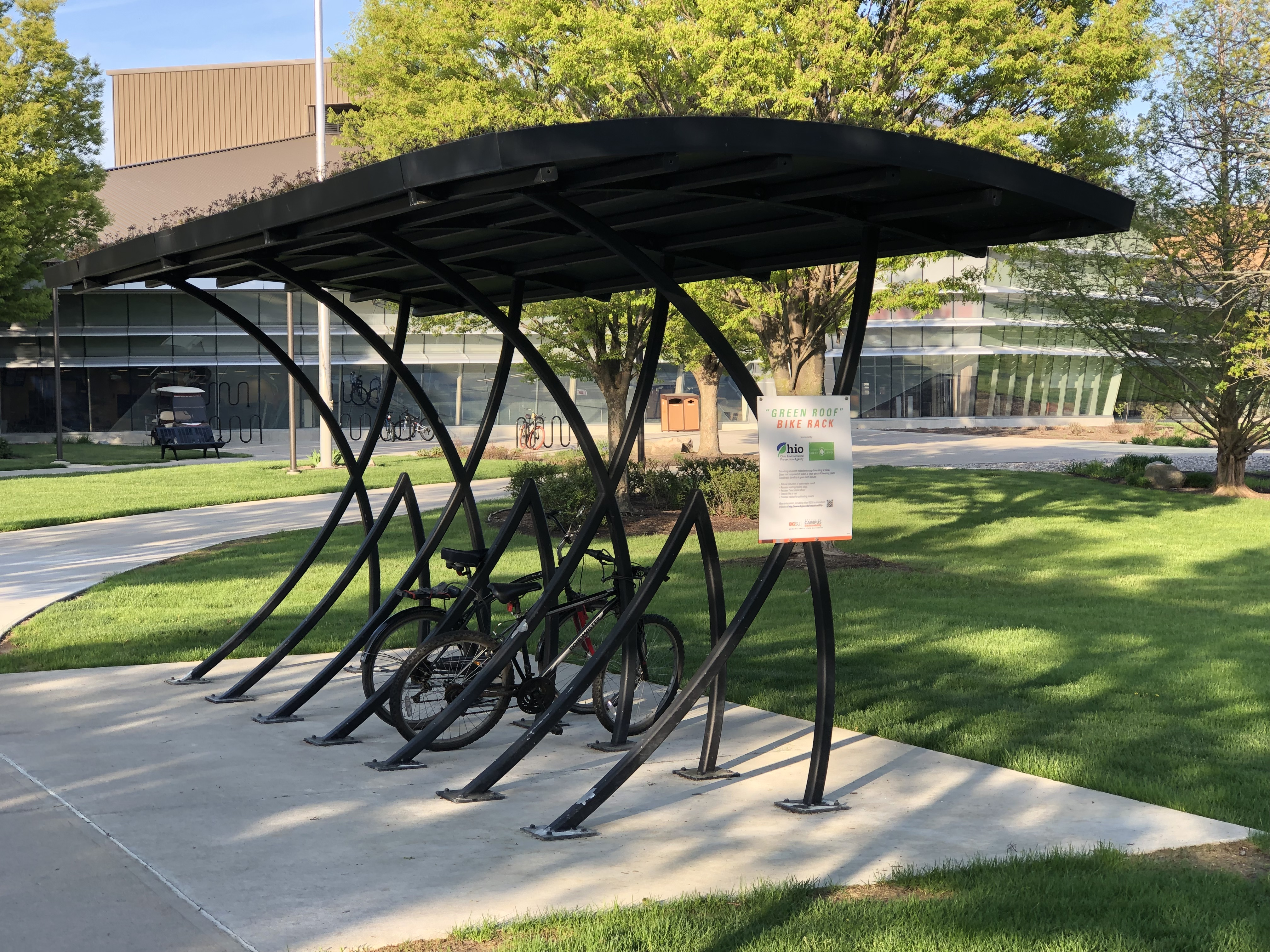
ایستگاه دوچرخه سقف سبز برای حمل و نقل سبزتر، سایه و ذخیره کربن

مناطق شهری شامل زیرساخت‌های ضروری برای انرژی، حمل و نقل، آب، غذا، سرپناه، ساخت و ساز، فضاهای عمومی و مدیریت زباله است. تغییر شهرها برای دستیابی به پایداری خالص صفر به معنای بازنگری در مسائل طرف عرضه (تأمین برق و حمل و نقل) و مسائل طرف تقاضا (کاهش استفاده از طریق طراحی و سیاست شهری بهتر) است. عوامل کلیدی در برنامه‌ریزی شهری عبارتند از تراکم، ترکیب کاربری زمین، اتصال و دسترسی.
برای رسیدن به صفر خالص، یک شهر باید مجموعاً انتشار گازهای گلخانه ای را به صفر برساند و تمام اقداماتی را که گازهای گلخانه‌ای منتشر می‌کند، را متوقف و اصلاح کند. همچنین دستیابی به پایداری خالص صفر به معنای در نظر گرفتن منابع، تولید مواد و اطمینان از اینکه آنچه وارد شهر می‌شود از طریق حمل و نقل بدون آلایندگی سفر می‌کند، است. 
به نظر می‌رسد که انتشار گازهای گلخانه‌ای در یک مکان، با جابجایی فعالیت‌های ایجاد کننده انتشار به مکان دیگری کاهش می‌دهد، به هدف جهانی محیط زیست خالص صفر پایدار کمک نمی‌کند.

### انرژی

طرح کلی شبکه‌های برق ولتاژها و تصاویر خطوط الکتریکی برای آلمان و سایر سیستم‌های اروپایی معمول است.

برای تبدیل شدن به شهری با کربن صفر، انرژی‌های تجدیدپذیر باید جایگزین سایر منابع انرژی تجدید ناپذیر شود و به مروز به تنها منبع انرژی تبدیل شود؛ بنابراین یک شهر کربن صفر، شهری با انرژی‌های تجدیدپذیر و اقتصادی است. انتقال به شهر کربن صفر، به معنای بررسی تولید منابع انرژی مانند برق تجدیدپذیر و کربن زدایی در تولید برق است.
توسعه نیروگاه‌های خورشیدی و بادی به عنوان منابع اصلی انرژی، که در حال تبدیل شدن به ارزان‌ترین اشکال تولید انرژی هستند، نیازهای فزاینده به برق را برآورده می‌کند. تغییر به سمت انرژی خورشیدی، به این معنی است که می‌توان انرژی را نزدیک به نقطه استفاده از آن تولید کرد. یک زیرساخت انرژی پراکنده، برای مصرف‌کنندگان انرژی متصل به یک شبکه برق شهری یا منطقه ای، بسیار مناسب تر است. 
توانایی ارائه منبع ثابت برق نیز با توسعه فناوری ذخیره‌سازی باتری کارآمدتر و مقرون به صرفه تر پشتیبانی می‌شود.
مسائل مربوط به برابری، تعادل و کارایی همگی به توزیع و استفاده انرژی مرتبط هستند. یک شبکه برق با کربن خالص یک پایه ضروری برای استراتژی‌های سمت عرضه است که هدف آن تغییر سیستم‌های تأمین ساختمان، مصرف انرژی، تحرک و استفاده از انرژی صنعتی سبک به برق است. 
توسعه یک شبکه برق با کربن صفر خالص می‌تواند مبنایی برای انتقال فعالیت‌های کلیدی شهری مانند حمل و نقل، گرمایش و پخت و پز از سوخت‌های فسیلی به برق بدون کربن باشد.

### حمل و نقل

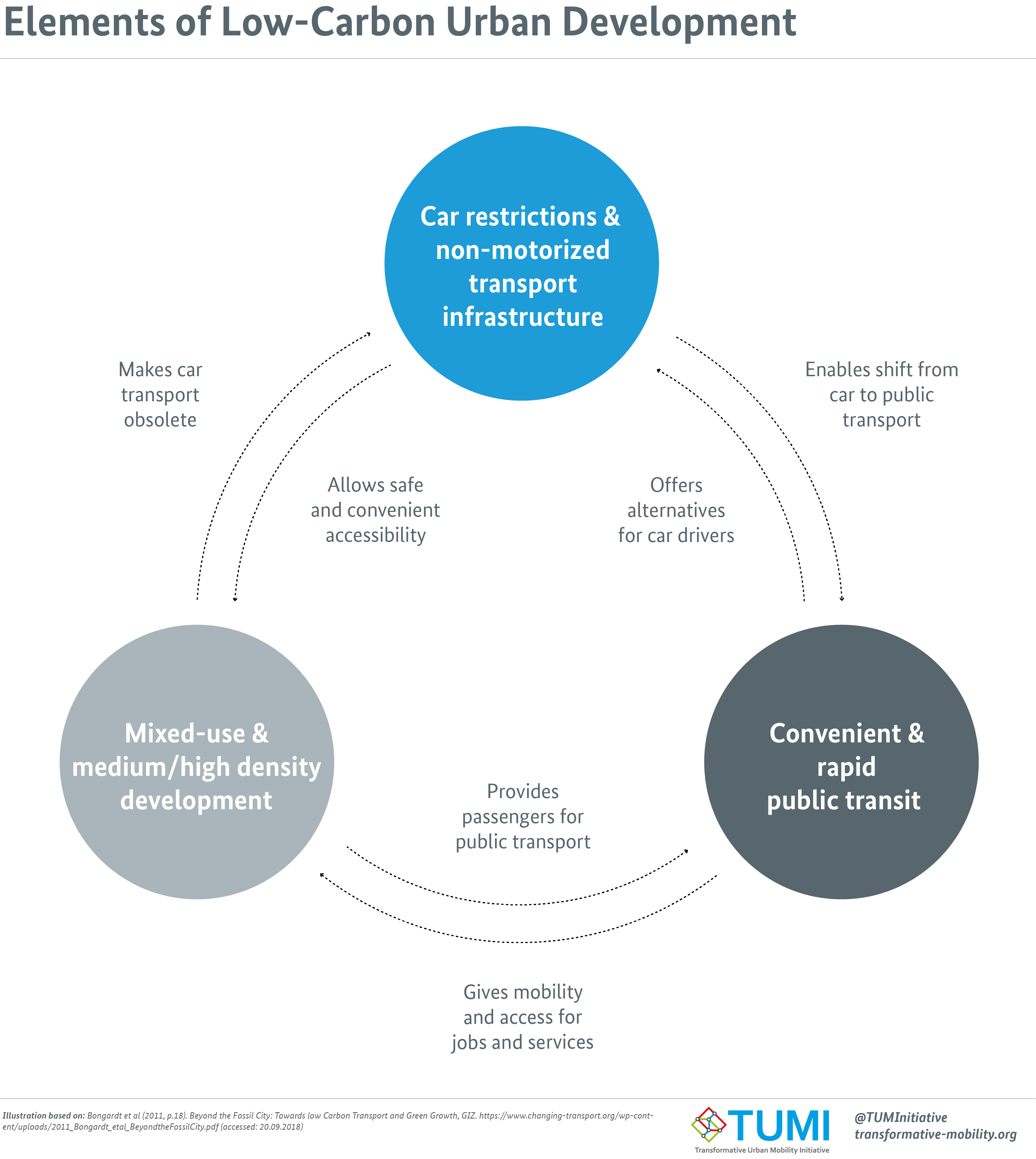
عناصر توسعه شهری کم کربن: خودروهای کمتر، حمل و نقل عمومی بهتر، توسعه کاربری مختلط

تخمین زده می‌شود که حمل و نقل افراد و کالاها نزدیک به ۲۰ درصد از انتشار گازهای گلخانه‌ای جهانی را تشکیل می‌دهد. از نظر حمل و نقل، رویکردهای توسعه شهری کم کربن اغلب بر کاهش حمل و نقل مبتنی بر سوخت فسیلی، بهبود حمل و نقل عمومی و ایجاد مناطق توسعه کاربری مختلط تمرکز می‌کنند تا مردم بیشتر در نزدیکی خانه‌های خود کار کنند و خرید کنند و نیازهای حمل و نقل را کاهش دهند. 
مطالعه ۲۷۴ شهر در سراسر جهان نشان می‌دهد که توسعه شهری فشرده، هم در شهرهای بزرگ و مرفه و هم در شهرهای کشورهای در حال توسعه، با زیرساخت‌های نوآورانه جدید اهمیت دارد و انتشار گازهای گلخانه‌ای شهری را تا ۲۵ درصد کاهش می‌دهد.
انتقال از خودروها و کامیون‌های با موتور سوخت فسیلی به خودروهای الکتریکی (EVs)، در سطح جهانی در حال وقوع است. چین مرکز اصلی رشد فناوری خودروهای الکتریکی بوده‌است. 
فن‌آوری‌های سوخت خودرو که می‌توانند به کاهش مصرف انرژی کمک کنند شامل خودروهای الکتریکی هیبریدی، برقی پلاگین، گاز طبیعی و وسایل نقلیه با اتانول زیستی هستند. 
انتظار می‌رود آخرین خودروهای دیزلی و بنزینی در دهه ۲۰۲۰ تولید شوند و تا سال ۲۰۴۰ با افزایش قیمت سوخت فسیلی، ۲۵ درصد یا بیشتر از تمام وسایل نقلیه در سراسر جهان برقی باشند.

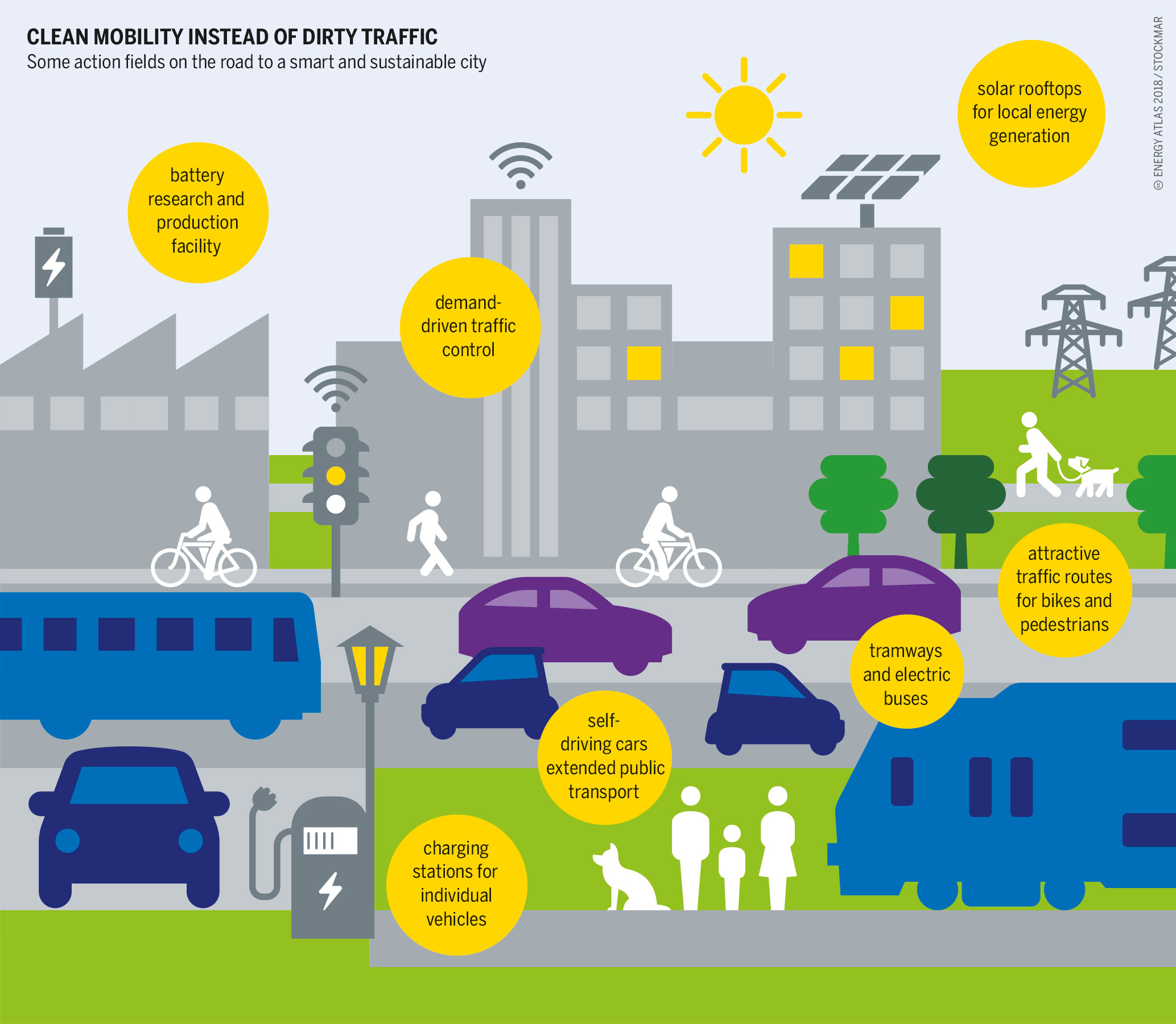
سناریوی احتمالی حمل و ن هوشمند و پایدار

تمرکز محدود بر وسایل نقلیه برقی می‌تواند برنامه ریزان را به نادیده گرفتن فرصت‌های افزایش کارایی در سیستم‌های موجود سوق دهد. برنامه‌ریزی شهری خوب می‌تواند زیرساختی ایجاد کند که ابتکارات را در حوزه‌های مختلف، ترکیب و پشتیبانی کند. 
به عنوان مثال، تولید انرژی خورشیدی و ایجاد هاب‌های شارژ در نزدیکی حمل و نقل عمومی می‌تواند، از استفاده از وسایل نقلیه الکتریکی برای حمل و نقل خصوصی و عمومی پشتیبانی کند. راه دیگری برای پشتیبانی از استفاده از وسایل نقلیه الکتریکی، ممکن است ادغام محل‌های شارژ خودروی برقی در تیرهای چراغ برق باشد.
برنامه‌ریزان شهری به‌طور فزاینده‌ای به دنبال استفاده از فناوری‌های دیجیتال برای ایجاد شهرهای هوشمندتر و پایدارتر هستند. برنامه‌ریزان امیدوارند با جمع‌آوری مجموعه داده‌های متنوع و مدل‌سازی تأثیر مداخلات احتمالی، جنبه‌های کلیدی مصرف انرژی، کیفیت هوا و ترافیک را برای بهبود شناسایی کرده و برای آن هدفگذاری کنند. 
با استفاده از فناوری اندازه‌گیری هوشمند در ساختمان‌ها، روشنایی، لوازم خانگی و حمل و نقل، سیستم‌ها می‌توانند بهتر با شرایط متغیر سازگار شوند، مصرف انرژی را کاهش دهند و خدمات شهری را بهبود بخشند.

### گرمایش، سرمایش و پخت و پز

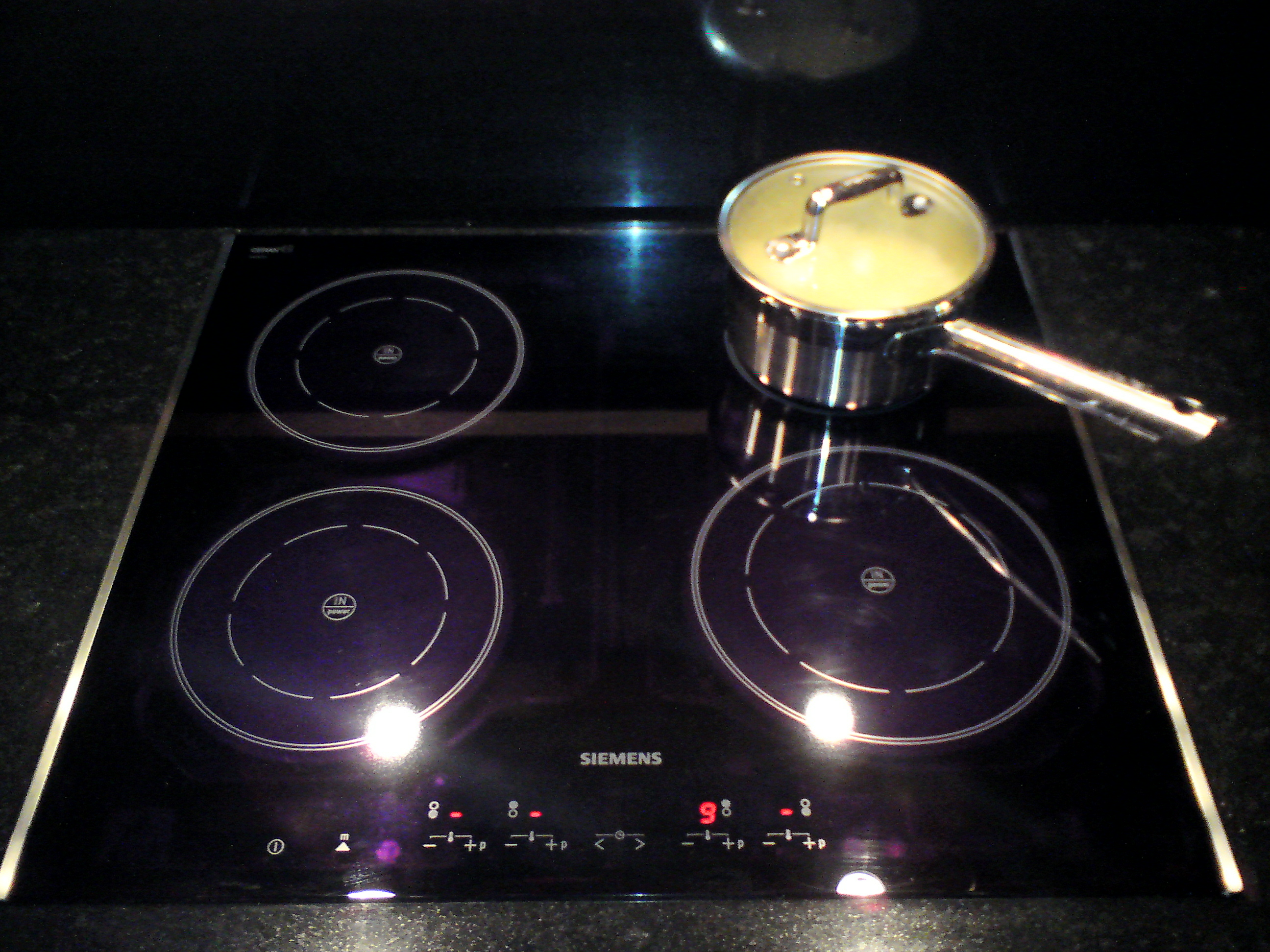
آشپزی القایی

گرمایش، سرمایش و پخت و پز نیز اهداف و حوزه‌هایی برای بهبود بهره‌وری در مصرف انرژی و کاهش انتشار کربن هستند. به دنبال اروپا و آسیا، مردم آمریکای شمالی به‌طور فزاینده‌ای از اجاق‌های گازی یا مقاومتی الکتریکی به پخت و پز القایی روی می‌آورند.
مصرف‌کنندگان همچنین سیستم‌های گرمایشی را از زغال‌سنگ، نفت کوره یا گاز طبیعی به بخار برقی یا آب گرم و پمپ‌های حرارتی منبع هوا یا زمین برای گرمایش و سرمایش تغییر می‌دهند.

### غذا
تولید مواد غذایی به شدت به سوخت‌های فسیلی، تولید کود نیتروژن و تأمین انرژی ماشین‌های کشاورزی مورد استفاده در کاشت، نگهداری و برداشت محصولات، وابسته است. جابجایی مواد غذایی از محل تولیدکنندگان به سوی مصرف‌کنندگان نیز هزینه‌های عمده سوخت فسیلی را در بر می‌گیرد؛ زیرا بسیاری از محصولات تولید شده به دور از بازار بالقوه خود رشد می‌کنند و ماندگاری کوتاه مدتی دارند. 

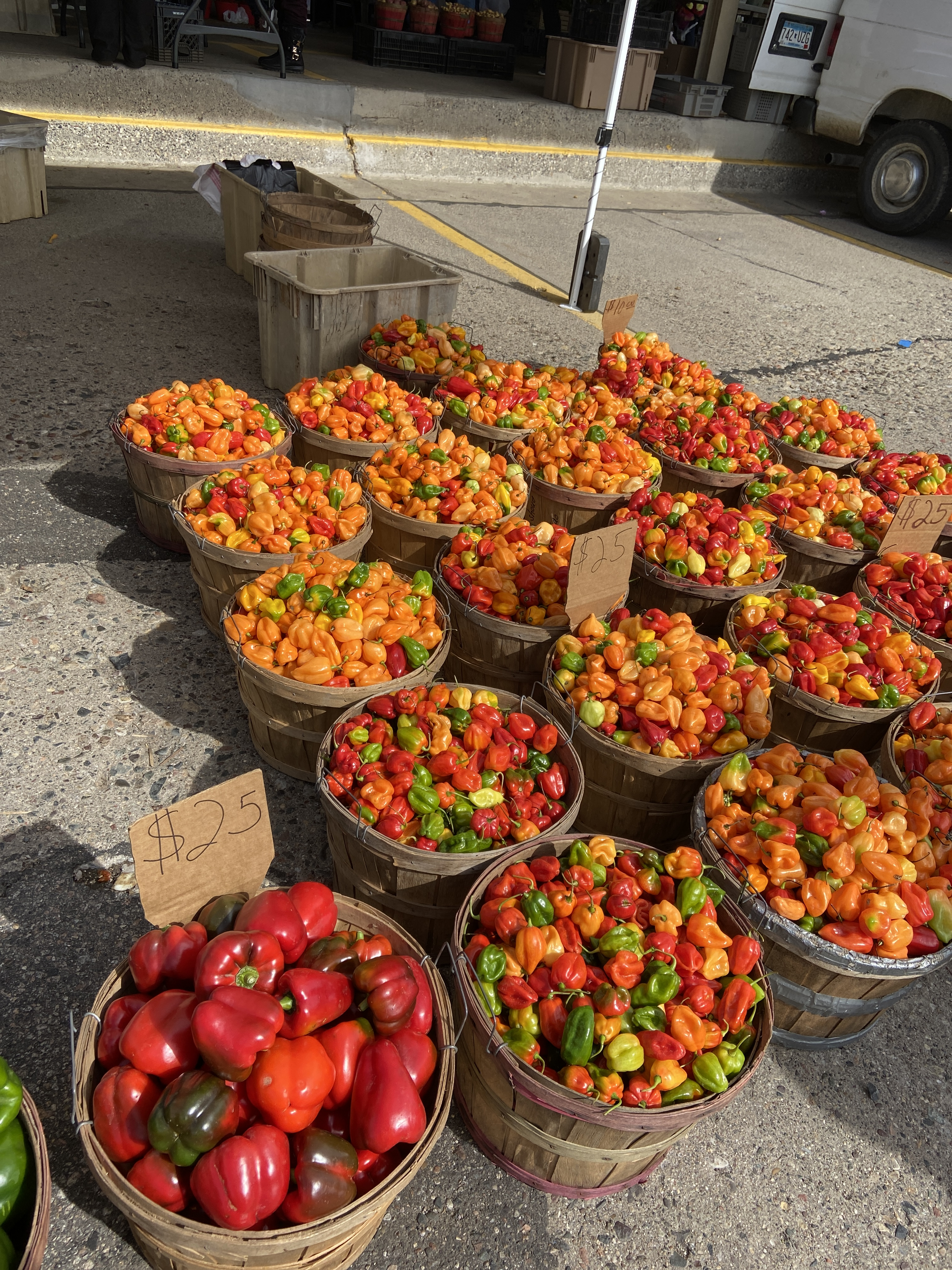
خرید نیازهای روزانه از از بازار کشاورزان محلی

بسیاری از کشورها برای به دست آوردن منابع غذایی حیاتی به بازارهای بین‌المللی وابسته هستند. زنجیره‌های تولید و تأمین مواد غذایی به‌طور فزاینده ای به دلیل تأثیرات تغییرات آب و هوایی بر کشاورزی، همه‌گیری COVID-19 و جنگ در اوکراین بی‌ثبات می‌شوند. در ایالات متحده، در همان زمان که میلیون‌ها آمریکایی با ناامنی غذایی مواجه می‌شوند، ۴۰ درصد مواد غذایی هدر می‌رود.

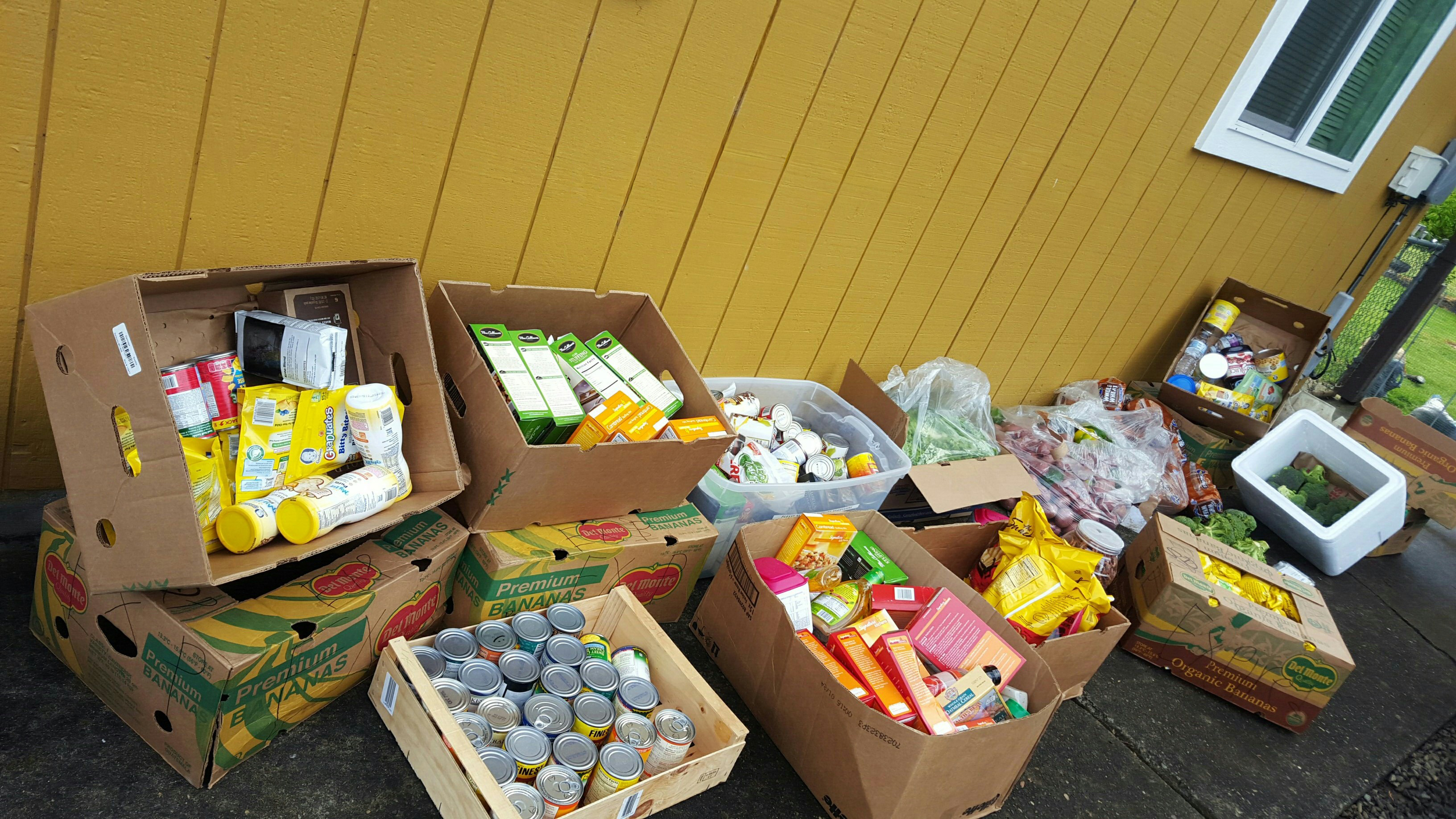
استفاده از مواد غذایی با تاریخ نزدیک به انقضا و قابل استفاده برای توزیع مجدد بین نیازمندان

در سطح مصرف‌کنندگان، گام‌هایی برای دستیابی به صفر خالص شامل استفاده بیشتر از غذاهای محلی و گیاهی، به حداقل رساندن ضایعات مواد غذایی و کمپوست کردن ضایعات گیاهی باقی‌مانده‌است. مصرف‌کنندگان و سرمایه‌گذاران نیز ممکن است بر اساس ردپای کربن و شفافیت، از شرکت‌ها حمایت کنند.
از نظر زیرساخت‌های شهری، ابتکارات برای شناسایی و تغییر مسیر مواد غذایی قابل استفاده ("نجات غذایی")، برای جداسازی جریان‌های زباله، و بهبود مدیریت ضایعات مواد غذایی، همگی مهم هستند. 
در کشورهای کم درآمد، از سیستم‌های بیوگاز در مقیاس کوچک و خانگی برای تبدیل زباله‌ها به انرژی استفاده می‌شود. کمپوست سازی و هضم بی هوازی (AD) به‌طور فزاینده‌ای در کشورها در تمام سطوح درآمد استفاده می‌شود.
کشاورزان و جوامع کشاورز برای حرکت به سمت شیوه‌های کشاورزی سازگارتر با سیاست‌های کاهش تغییرات آب و هوا، کشاورزی احیاکننده و ترسیب زیستی به حمایت علمی، فنی و مالی نیاز دارند. همکاری بین ذینفعان در تمام سطوح بخش خصوصی، دولتی و مدنی برای بهبود زیرساخت‌های بخش مواد غذایی مورد نیاز است.

### ساخت و ساز

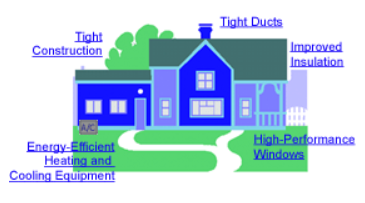
ویژگی‌های متداول بهره‌وری انرژی مسکونی: ساخت و ساز محکم، عایق، پنجره‌های کارآمد انرژی، گرمایش و سرمایش

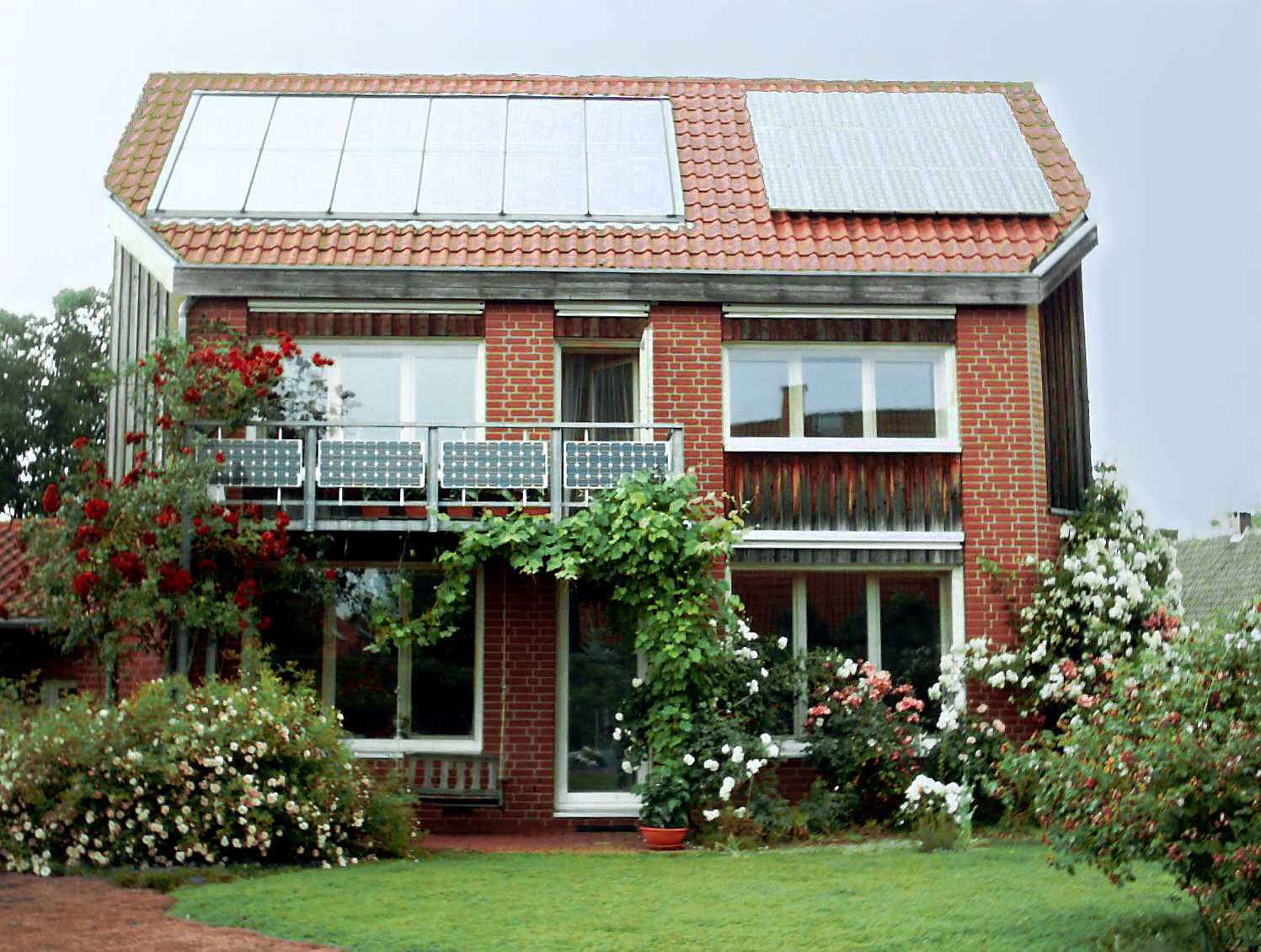
خانه انرژی صفر ساخته شده در آلمان، ۱۹۹۲، با سیستم‌های فتوولتائیک و حرارتی خورشیدی

بهره‌وری انرژی ساختمان‌ها را می‌توان به روش‌های مختلفی ارزیابی کرد و بهبود بخشید که به کاهش انتشار کربن کمک کند. معمولاً عایق کاری دیوارها و پنجره‌های دوجداره در شهرهای سردتر استفاده می‌شود. ادغام ویژگی‌هایی مانند پانل‌های خورشیدی، سقف‌ها و دیوارهای سبز و پمپ‌های حرارتی در ساختمان‌های جدید یا موجود، می‌تواند مصرف انرژی را به میزان قابل توجهی کاهش دهد.
انواع جدیدی از مواد ومصالح ساختمانی مانند شیشه هوشمند، برای بهبود بهره‌وری انرژی ر ساختمان‌ها در حال توسعه هستند.
بهره‌وری انرژی تنها عاملی نیست که باید در نظر گرفته شود. انواع مواد مورد استفاده می‌تواند به‌طور گسترده‌ای در هزینه‌های کربن اولیه و اضافی آنها متفاوت باشد. مهم است که به دقت انتشار آلایندهای قابل دیدن مواد موجود را در نظر بگیرید. محققان همچنین در حال کار بر روی ساخت مواد ساختمانی هستند که در طول تولید کربن آزاد نکنند یا بتوانند کربن بیشتری را جذب و ذخیره کنند. 
فولاد و سیمان به شدت در ساخت و ساز استفاده می‌شود و ساخت آنها بسیار انرژی بر است. مواد مبتنی بر زیست توده مانند چوب و بامبو هزینه کمتری برای تشکیل انرژی دارند. روش‌های بازیافت و استفاده مجدد از زباله‌های ساختمانی همچنین می‌تواند در میزان انرژی صرف شده برای تولید و حمل مواد صرفه‌جویی کند.
اندازه ساختمان‌ها، هم از نظر ساخت و هم از نظر کاربری بر هزینه‌های انرژی آنها تأثیر دارد. برخی از کارشاسان، ساختمان چهار طبقه چند خانواری ساخته شده از مواد کم کربن با تراکم بالاتر مانند کاه و چوب را به عنوان، ساختمان‌های ایده‌آل توصیه می‌کنند.
ساختمان‌های چند واحدی متوسط می‌توانند در طول ساخت‌وساز، صرفه‌جویی در مقیاس بزرگ داشته باشند و احتمالاً از نظر استفاده و مصارف نیز اقتصادی‌تر از خانه‌های تک واحدی هستند. ساختمان‌های بلند، به ویژه در آب و هوای گرم، هزینه بیشتری برای خنک کردن و بهره‌برداری دارند. هنگام برنامه‌ریزی یک منطقه، ترکیبی از ساختمان‌های متوسط و بلند در قالب شهری فشرده احتمالاً کارآمد خواهد بود.

### زیرساخت سبز

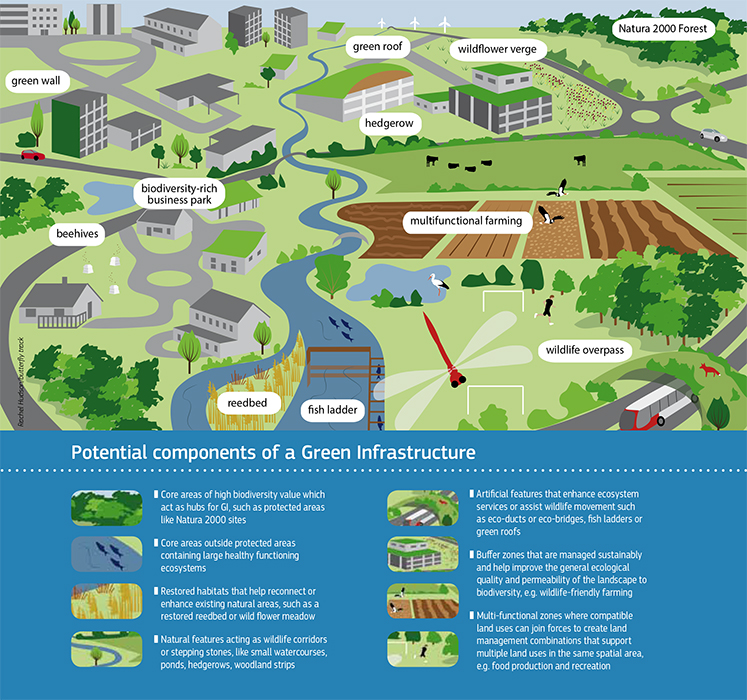
مؤلفه‌های بالقوه زیرساخت سبز، کمیسیون اروپا

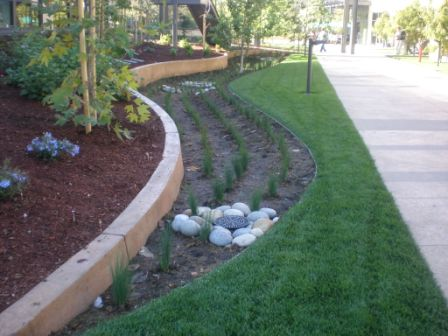
مدیریت بارش‌ها در فضای سبز کنار پیاده‌رو

زیرساخت‌های سبز شامل باغ‌های خصوصی و عمومی، پارک‌ها، درختان و کشاورزی شهری است. زیرساخت سبز شهری، اثرات ناشی از انتشار کربن را به طرق مختلف کاهش می‌دهد. این موارد از طریق حذف و ذخیره دی‌اکسید کربن به‌طور طبیعی، و با ایجاد سایه و خنک کردن مناطق اطراف خود، نیاز به مصرف انرژی برای خنک کردن خانه‌ها را کاهش می‌دهد. توسعه فضای سبز در شهرها، به ویژه با درختان با عمر طولانی، یک روش مقرون به صرفه برای ترسیب کربن است. 
گنجاندن فضای سبز در مناطق شهری همچنین می‌تواند به طیف گسترده‌ای از مسائل دیگر، از سلاب گرفته تا سلامت روان کمک کند.

### تبادل ضایعات و انرژی

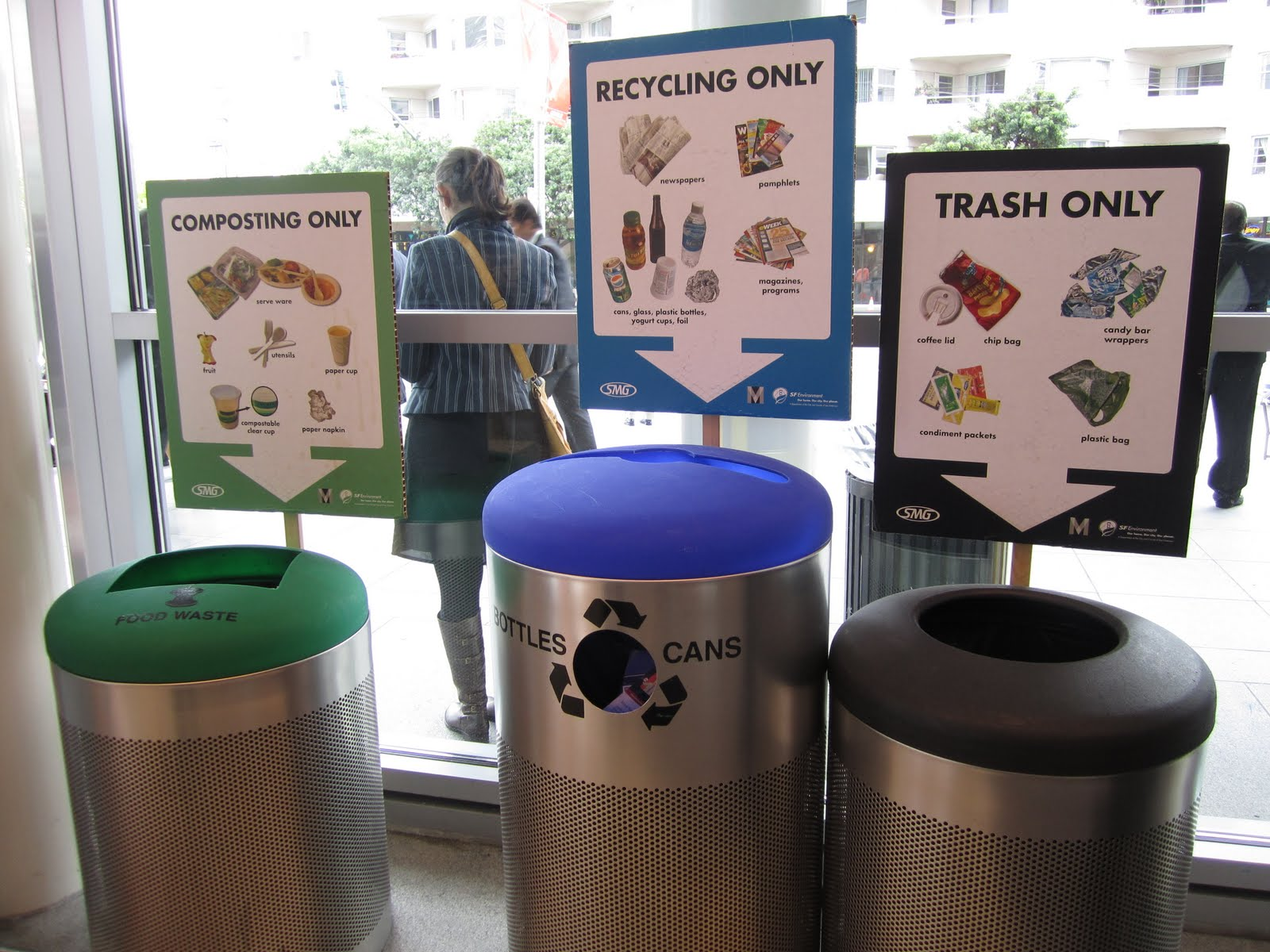
جداسازی مواد برای بازیافت

ضایعات و زباله‌ها را می‌توان از طرق مختلفی از جمله استفاده مجدد، بازیافت، ذخیره‌سازی، تصفیه، بازیافت انرژی و دفع مدیریت کرد. در برخی موارد، محصول جانبی یک مجموعه از فرایندها می‌تواند توسط شخص دیگری به نفع خود استفاده شود، که گاهی اوقات به عنوان همزیستی صنعتی شهری شناخته می‌شود. 
به عنوان مثال، گرمای اتلاف صنایع و فروشگاه‌های مواد غذایی برای گرم کردن ساختمان‌های مسکونی و تجاری استفاده شده‌است. شهر شارلوت، کارولینای شمالی تبدیل شدن به شهر بدون زباله را به عنوان یکی از چهار حوزه کلیدی عملکرد برای هدف توسعه اقتصاد دایره ای شناسایی کرده‌است.

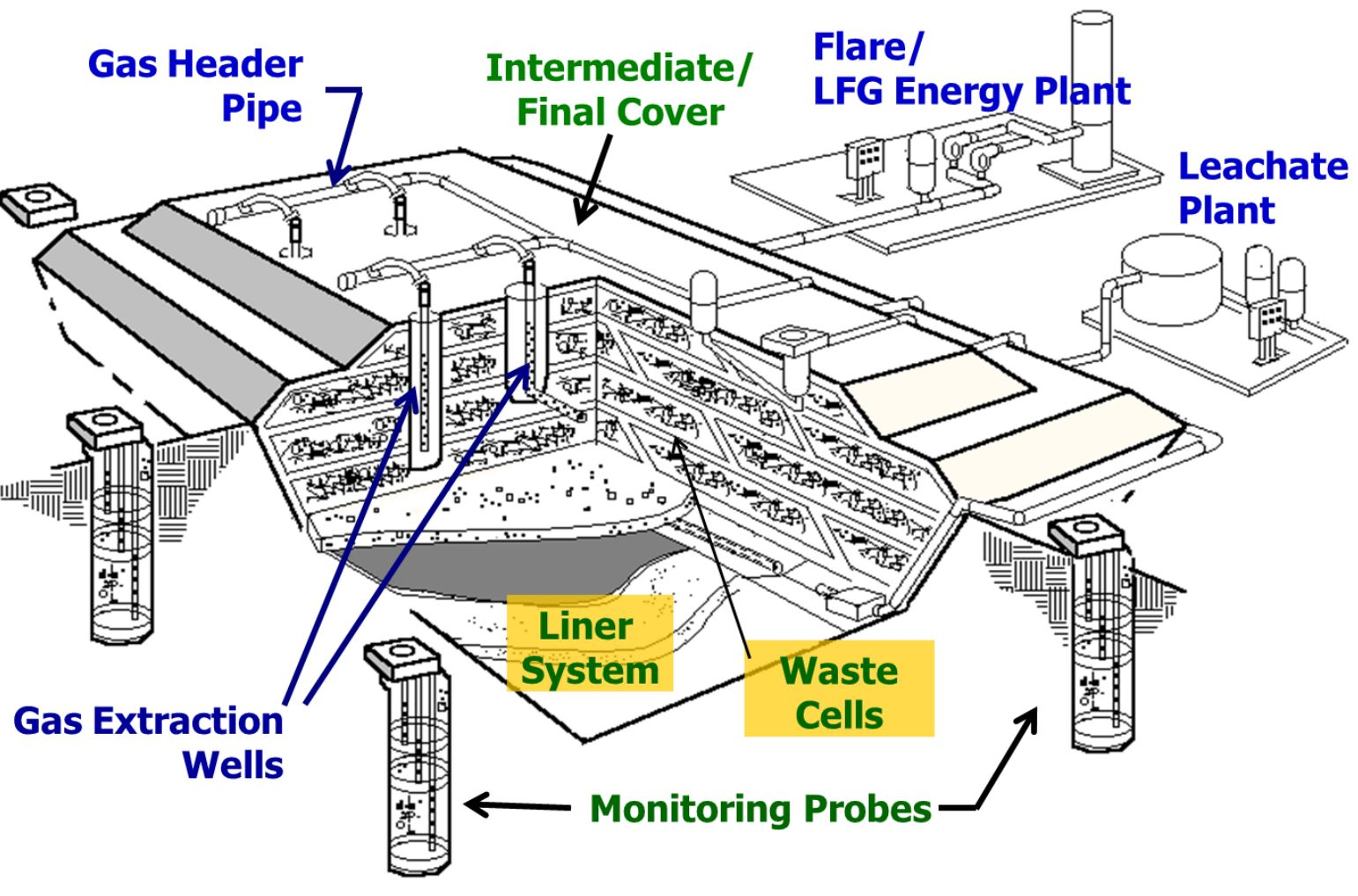
مجموعه گازهای دفن زباله

«انرژی از زباله» فرآیندهایی را توصیف می‌کند که از طریق آنها محصولات جانبی مفید، مانند انرژی می‌توانند از منابع غیرقابل استفاده، بازیابی شوند. فن آوری‌هایی برای جذب و ذخیره کربن برای کاهش انتشار گازهای گلخانه ای از نیروگاه‌های سوخت فسیلی و منابع صنعتی در حال توسعه هستند. 
جمع‌آوری و دفع زباله می‌تواند به‌طور بالقوه برای تولید برق، بخار یا گرما مورد استفاده قرار گیرد، اما هنوز سیستم‌های پشتیبان برای آن به خوبی توسعه نیافته‌اند.
بررسی تلاش‌ها برای دستیابی به ضایعات صفر نشان می‌دهد که این اصطلاح اگرچه به‌طور گسترده استفاده می‌شود ولی به‌طور پیوسته نیست. بسیاری از کشورها فاقد یک استراتژی کلی در مورد سیساتگذاری زباله صفر هستند. در بیشتر موارد در ایالات متحده، مدیریت زباله ناکارآمد است. 
بدون استراتژی و سیاست‌های شفاف ملی زباله صفر که حوزه‌های کلیدی را مشخص می‌کند، هماهنگ‌کردن و ترویج طرح‌های زباله صفر در جوامع و صنعت دشوار است.

## اندازه‌گیری صفر خالص
ارزیابی ردپای کربن شهرها یک موضوع پیچیده در مدیریت شهری است. چهار سیستم اصلی حسابداری برای اندازه‌گیری گازهای گلخانه‌ای شهری توسعه یافته‌اند که هر کدام با مفهومی متفاوت از معنای شهر با کربن صفر خالص توسعه یافته‌اند: حسابداری مبتنی بر منبع منطقه‌ای، زیرساخت‌های زنجیره تأمین در سطح جامعه، ردپای گازهای گلخانه‌ای، پایش گازهای گلخانه ای در سطح جامعه.
انگلستان نمونه ای از کشورهایی است که انتشار گازهای گلخانه ای را اندازه‌گیری می‌کنند و پیشرفت خود را با استفاده از انواع معیارهای رسمی مختلف به سمت وضعیت صفر خالص، ارزیابی می‌کند.